# Novo Santo Antônio, Mato Grosso
Novo Santo Antônio este un oraș în Mato Grosso (MT), Brazilia.